# L'home amb raigs X als ulls

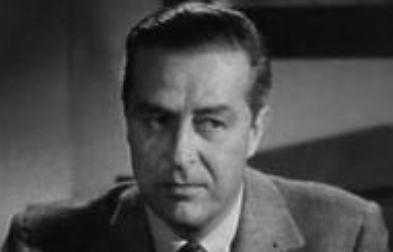
Ray Milland és el Dr. X

L'home amb raigs X als ulls (títol original en anglès: X: The Man with the X-Ray Eyes) és una pel·lícula de ciència-ficció estatunidenca de Roger Corman, estrenada el 1963. Ha estat doblada al català.

## Argument[2]
El Dr. Xavier ha posat a punt un líquid revolucionari que permet estendre la visió més enllà de l'espectre visible. Decideix provar-lo en ell mateix i obté resultats prometedors, convertint-se en capaç de llegir a través d'un full de paper o de veure els òrgans d'una pacient. Continuant les proves, s'adona que la seva visió es fa cada vegada més aguda però – a la vegada - cada vegada menys suportable...

## Repartiment
- Ray Milland: Dr. James Xavier
- Diana Van der Vlis: Dra. Diane Fairfax
- Harold J. Stone: Dr. Sam Brant
- John Hoyt: Dr. Willard Benson
- Don Rickles: Crane
- Morris Ankrum: M. Bowhead
- John Dierkes: predicador
- Kathryn Hart: Sra. Mart
- Vicki Lee: jove pacient
- Barboura Morris: infermera de la jove pacient
- Jonathan Haze: perturbat
- Dick Miller: perturbat

## Producció
Rodada en a penes 3 setmanes amb un pressupost de 300.000 dòlars, la pel·lícula aborda el tema poc corrent de «l'ultravisió». Aquí, no com a superheroi (és lluny de l'univers de Superman que posseeix un do similar) però un doctor que descobreix el món que l'envolta sota un nou dia i tindrà molt mala adaptació a aquest profund canvi.

## El final de la pel·lícula
La conclusió és decididament lovecraftiana; l'obra de Lovecraft havia inspirat d'altra banda el realitzador Roger Corman el mateix any en una altra pel·lícula seva, El palau encantat.